# Friedrich Heinrich Wilhelm Lange
Friedrich Heinrich Wilhelm Lange (* 5. Januar 1786 in Dossow, nach anderen Angaben 1779; † 8. Oktober 1854 in Potsdam) war ein deutscher Lehrer (Altphilologe), Geheimer Regierungs- und Schulrat sowie Übersetzer von Herodot.

## Ausbildung und Beruf
Friedrich Lange studierte u. a. bei Friedrich August Wolf in Halle und Jena und erwarb einen Doktortitel. Ab 1808 war er als Hauslehrer beim Grafen von Prittwitz auf Gut Quilitz bei Neuhardenberg angestellt. Seit 1809 oder 1810 unterrichtete er als Lehrer am Friedrich-Wilhelms-Gymnasium in Berlin. Später unterrichtete er ebenda am Friedrichwerderschen Gymnasium.
Lange gehörte zum Freundeskreis von Friedrich Ludwig Jahn, und gehörte zu den Mitgründern des am 14. November 1810 auf dem Turnplatz in der Hasenheide von Jahn gestifteten, gegen die französische Vorherrschaft agitierenden Deutschen Bundes. 
An den Befreiungskriegen beteiligte sich Lange als Sekretär von Justus Gruner, der mit Hilfe eines Spionage-Netzwerks napoleonische Truppenbewegungen auskundschaftete. 1812 wurde er ebenso wie der Polizeisekretär Karl Andreae zusammen mit Gruner in Prag verhaftet, nach Überführung nach Berlin (15. Dezember) aber bald darauf wieder freigelassen. Zudem war er an der Organisation des Lützowschen Freikorps beteiligt.
Ende 1814 wurde er als Freund von Ernst Moritz Arndt in Berlin Redaktionsmitglied der Zeitschrift Preußischer Korrespondent, die damals in Schwierigkeiten war. Zuvor war er zeitweise im Büro des Polizeiministers Wilhelm zu Sayn-Wittgenstein-Hohenstein und des Zensors Johann Heinrich Renfner (1753–1819). Auch an der Fortsetzung der Zeitung als Tageblatt Deutscher Geschichte war er 1815 wesentlich beteiligt.
Nach dem Krieg wurde Friedrich Lange Schul- und Konsistorialrat in Koblenz. Nach Jahns Verhaftung in Berlin im Juni 1819 wurde Lange in Koblenz über den Deutschen Bund ins Verhör gezogen. In der Zeit der Demagogenverfolgung nach den Karlsbader Beschlüssen verfügte er, dass „die gymnastischen Uebungen an den Gymnasien zu Trier und Saarlouis nicht unterbrochen werden“ sollten, die Eröffnung eines Turnplatzes in Aachen musste er jedoch verbieten.
1831 wurde er als Dezernent im Kultusministerium für das höhere Provinzialschulwesen nach Berlin versetzt. Zudem war er als Direktor der wissenschaftlichen Prüfungskommission für die Bestallung von Gymnasial- und Realschullehrern in Brandenburg zuständig.

## Übersetzungen und andere Werke
Mit 25 Jahren übersetzte Friedrich Lange den Herodot. Seine gute Kenntnis des Altgriechischen soll sich darin gezeigt haben, dass Lange den Homer auswendig rezitierte.
Im 18. Jahrhundert waren zuvor Herodot-Übersetzungen von Johann Eustachius Goldhagen und Johann Friedrich Degen erschienen. Langes Herodot-Übersetzung von 1811/12 stand unter dem Eindruck der Homer-Übersetzungen von Johann Heinrich Voß, die sich eng an den Sprachstil des Originals hielten und einen archaisierenden Stil pflegten. Mit seiner Übersetzung wollte Lange die von Herodot geschilderten Perserkriege als Muster für die kriegerische Befreiung der Deutschen von der französischen Vorherrschaft aufstellen. Die Übersetzung wurde bis ins 20. Jahrhundert vielfach nachgedruckt. Auch Walter Marg wählte sie als Ausgangspunkt seiner eigenen Herodot-Übersetzung in der Bibliothek der Alten Welt.
1813 veröffentlichte Lange das Kriegslied Männermuth (Incipit: „Es heult der Sturm, es braust das Meer“), das er bereits 1810 gedichtet haben soll, und das in Hoffmann von Fallerslebens Liedsammlung aufgenommen wurde.
Im Jahr 1850 wurde Lange pensioniert und übersiedelte nach Potsdam. In der Folgezeit beschäftigte er sich weiter mit Übersetzungen griechischer Klassiker und gab ein Herodot-Lesebuch heraus.

## Familie
Friedrich Lange war der Sohn des Predigers Arnold Friedrich Lange und der Friedrike, geb. Wetzel († 19. Februar 1828 in Berlin). Er heiratete am 3. Januar 1813 in Berlin Juliane Wilhelmine, geb. Wetzel (* um 1791), Tochter des Adolph Friedrich Wetzel. Neben der Witwe hinterließ er eine bei seinem Ableben unverheiratete Tochter Agnes Julie Sophie Johanna Lange (* 30. September 1815 in Berlin).

## Ehrungen
- Der Dichter Max von Schenkendorf widmete Friedrich Lange 1814 sein von Hans Georg Nägeli vertontes Gedicht Das Lied vom Rhein.[19]
- Lange war Ritter des Roten Adlerordens dritter Klasse mit Schleife.[3]

## Schriften
- Die Geschichten des Herodotus. 2 Teile, Berlin 1811, 1812, 2. Auflage Breslau 1824 (Digitalisat Teil 1; Teil 2).
- (Hrsg.) Max von Schenkendorf’s sämmtliche Gedichte. Erste vollständige Ausgabe, Gustav Eichler, Berlin 1837 (Digitalisat).[20]
- Geschichten aus dem Herodot. Ein Lesebuch (= Lesebuch zur Griechischen Geschichte, aus den Quellen-Schriftstellern bearbeitet von Friedrich Lange; Erster Theil). 2. Auflage, Reimer, Berlin 1850.